# Tronie
En tronie (nederlandsk for "ansigt" eller "udtryk") er en form for generisk ansigtsportræt i nederlandsk barokmaleri. Tronien er karakteriseret ved kunstnerisk udforskning af bestemte ansigtsudtryk og fysiognomik til et næsten karikaturagtigt plan, måske understreget ved beklædningsgenstande eller lignende. Portrætterne behøver således ikke forestille rigtige personer.
Adskillige af Rembrandts værker er tronies; fx studier af hans kone og søn. Tre af Johannes Vermeers malerier blev karakteriseret som tronie ved en auktion i 1696; heriblandt muligvis Pige med perleørering og En ung pige med fløjte.
En tronie ligner genren portrait historié, dvs. et virkeligt portræt – typisk en taget fra historien eller mytologien.

- Rembrandt, En gammel mand i en gorget og en sort kasket, 1631, 44,5 × 40 cm
- Frans Hals, Den muntre drikker, 1628-1630], 81 x 66.5 cm
- Jordaens, Apostel, 1623/25, 68,5 x 51,5 cm
- Peter Paul Rubens, Studie af hoved, c.1630
- Joos van Craesbeeck, Rygeren (selvportræt?), 17. århundrede, 41 x 32 cm